# Куангнгай
Куангнгай (в'єт. Quảng Ngãi) — місто у Центральному В'єтнамі, адміністративний центр провінції Куангнгай. 

## Географія
Розташований у дельті річки Чакхук, між Центральним плато і узбережжям Південнокитайського моря.

### Клімат
Місто знаходиться у зоні, котра характеризується мусонним кліматом. Найтепліший місяць — липень із середньою температурою 30 °C (86 °F). Найхолодніший місяць — січень, із середньою температурою 21.1 °С (70 °F).
| Клімат Куангнгая        | Клімат Куангнгая | Клімат Куангнгая | Клімат Куангнгая | Клімат Куангнгая | Клімат Куангнгая | Клімат Куангнгая | Клімат Куангнгая | Клімат Куангнгая | Клімат Куангнгая | Клімат Куангнгая | Клімат Куангнгая | Клімат Куангнгая | Клімат Куангнгая |
| Показник                | Січ.             | Лют.             | Бер.             | Квіт.            | Трав.            | Черв.            | Лип.             | Серп.            | Вер.             | Жовт.            | Лист.            | Груд.            | Рік              |
| Абсолютний максимум, °C | 33               | 35               | 37               | 38               | 38               | 41               | 40               | 40               | 38               | 34               | 33               | 31               | 41               |
| Середній максимум, °C   | 25               | 26               | 28               | 31               | 33               | 34               | 34               | 34               | 31               | 28               | 27               | 25               | 30               |
| Середня температура, °C | 21               | 21               | 23               | 26               | 28               | 29               | 29               | 29               | 27               | 25               | 23               | 21               | 25               |
| Середній мінімум, °C    | 17               | 17               | 19               | 22               | 23               | 25               | 25               | 25               | 23               | 22               | 20               | 18               | 21               |
| Абсолютний мінімум, °C  | 11               | 11               | 12               | 17               | 19               | 20               | 20               | 20               | 20               | 17               | 15               | 11               | 11               |
| Норма опадів, мм        | 130              | 60               | 40               | 30               | 50               | 70               | 60               | 120              | 280              | 540              | 550              | 260              | 2230             |
| Днів з дощем            | 7                | 4                | 3                | 2                | 3                | 7                | 7                | 9                | 13               | 17               | 17               | 10               | 99               |
| Вологість повітря, %    | 88               | 87               | 86               | 83               | 79               | 78               | 78               | 80               | 85               | 88               | 89               | 88               | 84               |
| ----------------------- | ---------------- | ---------------- | ---------------- | ---------------- | ---------------- | ---------------- | ---------------- | ---------------- | ---------------- | ---------------- | ---------------- | ---------------- | ---------------- |
| Джерело: Weatherbase    |                  |                  |                  |                  |                  |                  |                  |                  |                  |                  |                  |                  |                  |